# ŠK Rijeka
ŠK Rijeka – chorwacki klub szachowy z siedzibą w Rijece.

## Historia
Klub został założony 4 listopada 1998 roku. W 2009 roku klub zajął trzecie miejsce w Prvej A lidze. Rok później uzyskano wicemistrzostwo Chorwacji. W latach 2011, 2012 i 2014 klub ponownie zajął trzecie miejsce w lidze. W sezonie 2015 klub spadł z ligi. W 2017 roku ŠK Rijeka powrócił do Prvej A ligi, zajmując wówczas szóstą pozycję. Sezon 2021 zakończył się dla klubu spadkiem z najwyższej klasy rozgrywkowej.

## Arcymistrzowie w historii klubu
- Alin Berescu[11]
- Ołeksandr Bielawski[12]
- Marin Bosiočić[13]
- Mišo Cebalo[14]
- Ognjen Cvitan[14]
- Nenad Ferčec[15]
- Anton Filippow[15]
- Boris Graczow[16]
- Vüqar Həşimov[17]
- Luka Lenič[14]
- Władysław Niewiedniczy[18]
- Iwan Popow[19]
- Borki Predojević[14]
- Matej Šebenik[20]
- Hrvoje Stević[17]
- Nenad Šulava[17]
- Maxime Vachier-Lagrave[17]